# Miklós Szabados
Miklós Szabados [ˈmikloːʃ ˈsɒbɒdoʃ] (* 20. März 1912 in Budapest; † 12. Januar 1962 in Sydney) gehörte Ende der 1920er und Anfang der 1930er Jahre zu den besten Tischtennisspielern der Welt. 1931 wurde er Weltmeister im Einzel, daneben gewann er noch 6 Goldmedaillen im Doppel mit Victor Barna und 3 Goldmedaillen im Mixed mit Mária Mednyánszky.
Zdenko Uzorinac nennt in ITTF 1926–2001 – Table Tennis legends den 7. März 1912 als Geburtsdatum.

## Werdegang
Szabados war Jude. Er wuchs in Ungarn auf. Seine Karriere verlief parallel zu der von Victor Barna und László Bellák, weshalb man sie auch die drei Musketiere nannte. Mit 17 Jahren wurde er erstmals ungarischer Meister. Im gleichen Jahr nahm er auch an einer Weltmeisterschaft teil. Hier wurde er auf Anhieb Weltmeister im Doppel und im Mannschaftswettbewerb. Im Einzel-Finale unterlag er Fred Perry.
1931 wurde er schließlich Weltmeister im Einzel. Weiteren Titeln im Einzel stand meist Victor Barna im Wege, gegen den er mehrmals in Endspielen verlor.
Szabados studierte in Berlin, musste allerdings Deutschland 1933 wegen der Nazis verlassen. Zusammen mit Bellák tourte er durch Frankreich – zum Missfallen des ungarischen Nationaltrainers, der ihn deshalb nicht für die WM 1933 nominierte.
1936 beendete er seine Turnierlaufbahn. In diesem Jahr nahm er letztmals an der WM und an der ungarischen Meisterschaft teil.
Im August 1937 startete er zusammen mit István Kelen eine Tournee durch Australien, Tasmanien, Neuseeland und 1938 Japan. Hier veranstalteten sie viele Schaukämpfe; auch nahmen sie erfolgreich an mehreren Turnieren teil. Szabados blieb während des gesamten Zweiten Weltkrieges in Australien.
1941 eröffnete er das erste Tischtennis-Zentrum in Sydney. 1951 wurde er vom australischen Tischtennisverband für unbestimmte Zeit gesperrt, weil er ohne dessen Genehmigung in Victoria gespielt hat.

## Erfolge
- Teilnahme an 8 Tischtennisweltmeisterschaften
  - 1929 in Budapest
    - 2. Platz Einzel
    - 1. Platz Doppel (mit Victor Barna)
    - 1. Platz mit dem Team

  - 1930 in Berlin
    - 1. Platz Doppel (mit Victor Barna)
    - 1. Platz Mixed (mit Mária Mednyánszky)
    - 1. Platz mit dem Team

  - 1931 in Budapest
    - 1. Platz Einzel
    - 1. Platz Doppel (mit Victor Barna)
    - 1. Platz Mixed (mit Mária Mednyánszky)
    - 1. Platz mit dem Team

  - 1932 in Prag
    - 2. Platz Einzel
    - 1. Platz Doppel (mit Victor Barna)
    - 2. Platz Mixed (mit Mária Mednyánszky)
    - 2. Platz mit dem Team

  - 1934 in Paris
    - 3. Platz Einzel
    - 1. Platz Doppel (mit Victor Barna)
    - 1. Platz Mixed (mit Mária Mednyánszky)
    - 1. Platz mit dem Team

  - 1935 in London
    - 2. Platz Einzel
    - 1. Platz Doppel (mit Victor Barna)
    - 3. Platz Mixed (mit Mária Mednyánszky)
    - 1. Platz mit dem Team

  - 1936 in Prag
    - 5. Platz mit dem Team

  - 1937 in Baden
    - 2. Platz mit dem Team

- Ungarische Meisterschaften – Goldmedaillen
  - 1929 – Einzel, Doppel (mit Victor Barna), Mixed (mit Mária Mednyánszky)
  - 1931 – Einzel, Doppel (mit Victor Barna)
  - 1932 – Doppel (mit Victor Barna)
  - 1934 – Einzel, Doppel (mit Tibor Házi), Mixed (mit Mária Mednyánszky)
  - 1935 – Doppel (mit Tibor Házi), Mixed (mit Anna Sipos)
  - 1936 – Doppel (mit László Bellák)

- Offene Meisterschaften von England
  - 1931 – 1. Platz Einzel, 1. Platz Doppel (mit Victor Barna)
  - 1932 – 1. Platz Einzel
  - 1936 – 1. Platz Doppel (mit László Bellák)

- Turniersiege in Australien
  - 1937 Offene australische Meisterschaft – Einzel
  - 1937 Phil-Anderson-Cup – Doppel (mit István Kelen)
  - 1950 Phil-Anderson-Cup – Doppel (mit M. Dankin)
  - 1955 Mixed (mit P. Cathcart)
  - 1950 Smith-Cup – Einzel
  - 1952 Smith-Cup – Einzel

## Turnierergebnisse
| Verband | Veranstaltung     | Jahr | Ort      | Land | Einzel     | Doppel        | Mixed        | Team |
| ------- | ----------------- | ---- | -------- | ---- | ---------- | ------------- | ------------ | ---- |
| HUN     | Weltmeisterschaft | 1937 | Baden    | AUT  | letzte 16  | Viertelfinale | letzte 64    | 2    |
| HUN     | Weltmeisterschaft | 1936 | Prag     | TCH  | letzte 128 | letzte 16     | letzte 32    | 3    |
| HUN     | Weltmeisterschaft | 1935 | Wembley  | ENG  | Silber     | Gold          | Halbfinale   | 1    |
| HUN     | Weltmeisterschaft | 1934 | Paris    | FRA  | Halbfinale | Gold          | Gold         | 1    |
| HUN     | Weltmeisterschaft | 1932 | Prag     | TCH  | Silber     | Gold          | Silber       | 2    |
| HUN     | Weltmeisterschaft | 1931 | Budapest | HUN  | Gold       | Gold          | Gold         | 1    |
| HUN     | Weltmeisterschaft | 1930 | Berlin   | FRG  | letzte 16  | Gold          | Gold         | 1    |
| HUN     | Weltmeisterschaft | 1929 | Budapest | HUN  | Silber     | Gold          | keine Teiln. | 1    |